# Nit z přízraků
Nit z přízraků (v anglickém originále Phantom Thread) je historický dramatický film z roku 2017. Režie a scénáře se ujal Paul Thomas Anderson. Ve filmu hrají Daniel Day-Lewis, Lesley Manville a Vicky Krieps. Film měl premiéru 25. prosince 2017. Do českých kin vstoupil 1. února 2018. Snímek získal dvě nominace na Zlatý glóbus v kategoriích nejlepší mužský herecký výkon (drama) a nejlepší původní skóre, nominace ale neproměnil. Dále byl nominován v šesti kategoriích na Oscara.

## Obsazení
- Daniel Day-Lewis jako Reynolds Woockock
- Lesley Manville jako Cyril Woodcock
- Vicky Krieps jako Alma
- Richard Graham jako George Riley

## Přijetí

### Recenze
Film získal pozitivní recenze od kritiků. Na recenzní stránce Rotten Tomatoes získal ze 37 započtených recenzí 89 procent s průměrným ratingem 8,4 bodů z deseti. Na serveru Metacritic snímek získal z 18 recenzí 94 bodů ze sta.

## Nominace a ocenění
| Ocenění                                           | Datum ceremoniálu | Kategorie                            | Nominovaný                       | Výsledek  |
| ------------------------------------------------- | ----------------- | ------------------------------------ | -------------------------------- | --------- |
| AACTA International Awards                        | 6. ledna 2018     | Nejlepší herec v hlavní roli         | Daniel Day-Lewis                 | nominace  |
| Boston Society of Film Critics                    | 10. prosince 2017 | Nejlepší film                        | Nit z přízraků                   | vítězství |
| Boston Society of Film Critics                    | 10. prosince 2017 | Nejlepší režie                       | Paul Thomas Anderson             | vítězství |
| Boston Society of Film Critics                    | 10. prosince 2017 | Nejlepší původní hudba               | Jonny Greenwood                  | vítězství |
| Filmové ceny Britské akademie                     | 18. února 2018    | Nejlepší herec v hlavní roli         | Daniel Day-Lewis                 | nominace  |
| Filmové ceny Britské akademie                     | 18. února 2018    | Nejlepší herečka ve vedlejší roli    | Lesley Manville                  | nominace  |
| Filmové ceny Britské akademie                     | 18. února 2018    | Nejlepší kostýmy                     | Jacqueline Durran                | vítězství |
| Filmové ceny Britské akademie                     | 18. února 2018    | Nejlepší původní hudba               | Jonny Greenwood                  | nominace  |
| Chicago Film Critics Association                  | 12. prosince 2017 | Nejlepší herec v hlavní roli         | Daniel Day-Lewis                 | nominace  |
| Chicago Film Critics Association                  | 12. prosince 2017 | Nejlepší herečka v hlavní roli       | Vicky Krieps                     | nominace  |
| Chicago Film Critics Association                  | 12. prosince 2017 | Nejlepší herečka ve vedlejší roli    | Lesley Manville                  | nominace  |
| Chicago Film Critics Association                  | 12. prosince 2017 | Nejlepší původní scénář              | Paul Thomas Anderson             | nominace  |
| Chicago Film Critics Association                  | 12. prosince 2017 | Nejlepší výprava                     | Nit z přízraků                   | nominace  |
| Chicago Film Critics Association                  | 12. prosince 2017 | Nejlepší původní hudba               | Jonny Greenwood                  | vítězství |
| Critics' Choice Movie Awards                      | 11. ledna 2018    | Nejlepší herec v hlavní roli         | Daniel Day-Lewis                 | nominace  |
| Critics' Choice Movie Awards                      | 11. ledna 2018    | Nejlepší výprava                     | Mark Tildesley, Véronique Melery | nominace  |
| Critics' Choice Movie Awards                      | 11. ledna 2018    | Nejlepší kostým                      | Mark Bridges                     | vítězství |
| Critics' Choice Movie Awards                      | 11. ledna 2018    | Nejlepší hudba                       | Jonny Greenwood                  | nominace  |
| Dallas–Fort Worth Film Critics Association Awards | 13. prosince 2017 | Nejlepší herec v hlavní roli         | Daniel Day-Lewis                 | 3. místo  |
| Detroit Film Critics Society                      | 7. prosince 2017  | Nejlepší režie                       | Paul Thomas Anderson             | nominace  |
| Detroit Film Critics Society                      | 7. prosince 2017  | Nejlepší herec v hlavní roli         | Daniel Day-Lewis                 | nominace  |
| Detroit Film Critics Society                      | 7. prosince 2017  | Nejlepší použití hudby ve filmu      | Nit z přízraků                   | nominace  |
| Denver Film Critics Society                       | 15. ledna 2018    | Nejlepší skladatel                   | Jonny Greenwood                  | nominace  |
| Florida Film Critics Circle                       | 23. prosince 2017 | Nejlepší použití hudby ve filmu      | Nit z přízraků                   | nominace  |
| Chicago Film Critics Association                  | 12. prosince 2017 | Nejlepší původní scénář              | Paul Thomas Anderson             | nominace  |
| Chicago Film Critics Association                  | 12. prosince 2017 | Nejlepší herec v hlavní roli         | Daniel Day-Lewis                 | nominace  |
| Chicago Film Critics Association                  | 12. prosince 2017 | Nejlepší herečka v hlavní roli       | Vicky Kripes                     | nominace  |
| Chicago Film Critics Association                  | 12. prosince 2017 | Nejlepší herečka ve vedlejší roli    | Lesley Manville                  | nominace  |
| Chicago Film Critics Association                  | 12. prosince 2017 | Nejlepší skladatel                   | Jonny Greenwood                  | vítězství |
| IndieWire Critic's Poll                           | 19. prosince 2016 | Nejočekávanější snímek roku 2017     | Nit z přízraků                   | nominace  |
| IndieWire Critic's Poll                           | 19. prosince 2017 | Nejlepší film                        | Nit z přízraků                   | 4. místo  |
| IndieWire Critic's Poll                           | 19. prosince 2017 | Nejlepší režie                       | Paul Thomas Anderson             | vítězství |
| IndieWire Critic's Poll                           | 19. prosince 2017 | Nejlepší scénář                      | Paul Thomas Anderson             | 3. místo  |
| IndieWire Critic's Poll                           | 19. prosince 2017 | Nejlepší kamera                      | Nit z přízraků                   | 3. místo  |
| IndieWire Critic's Poll                           | 19. prosince 2017 | Nejlepší herečka ve vedlejší roli    | Lesley Manville                  | 4. místo  |
| IndieWire Critic's Poll                           | 19. prosince 2017 | Nejlepší herec v hlavní roli         | Daniel Day-Lewis                 | 2. místo  |
| London Critics' Circle Film                       | 28. ledna 2018    | Nejlepší film                        | Nit z přízraků                   | nominace  |
| London Critics' Circle Film                       | 28. ledna 2018    | Nejlepší scénář                      | Paul Thomas Anderson             | nominace  |
| London Critics' Circle Film                       | 28. ledna 2018    | Nejlepší herec v hlavní roli         | Daniel Day-Lewis                 | nominace  |
| London Critics' Circle Film                       | 28. ledna 2018    | Nejlepší herečka ve vedlejší roli    | Lesley Manville                  | vítězství |
| London Critics' Circle Film                       | 28. ledna 2018    | Nejlepší britský/irský herec         | Daniel Day-Lewis                 | nominace  |
| Los Angeles Film Critics Association              | 3. prosince 2017  | Nejlepší hudba                       | Jonny Greenwood                  | vítězství |
| National Board of Review                          | 4. ledna 2018     | Nejlepší původní scénář              | Paul Thomas Anderson             | vítězství |
| National Board of Review                          | 4. ledna 2018     | Nejlepších 10 filmů roku 2017        | Nit z přízraků                   | vítězství |
| New York Film Critics Circle                      | 3. ledna 2018     | Nejlepší scénář                      | Paul Thomas Anderson             | vítězství |
| New York Film Critics Online                      | 10. prosince 2017 | Nejlepších 10 filmů roku 2017        | Nit z přízraků                   | vítězství |
| Oscar                                             | 4. března 2018    | Nejlepší film                        | Nit z přízraků                   | nominace  |
| Oscar                                             | 4. března 2018    | Nejlepší herec v hlavní roli         | Daniel Day-Lewis                 | nominace  |
| Oscar                                             | 4. března 2018    | Nejlepší herečka ve vedlejší roli    | Lesley Manville                  | nominace  |
| Oscar                                             | 4. března 2018    | Nejlepší režie                       | Paul Thomas Anderson             | nominace  |
| Oscar                                             | 4. března 2018    | Nejlepší kostým                      | Mark Bridges                     | vítězství |
| Oscar                                             | 4. března 2018    | Nejlepší skladatel                   | Jonny Greenwood                  | nominace  |
| San Diego Film Critics Society                    | 11. prosince 2017 | Nejlepší kostým                      | Mark Bridges                     | vítězství |
| San Francisco Film Critics Circle                 | 10. prosince 2017 | Nejlepší výprava                     | Mark Tildsley                    | nominace  |
| San Francisco Film Critics Circle                 | 10. prosince 2017 | Nejlepší původní hudba               | Jonny Greenwood                  | vítězství |
| Satellite Awards                                  | 10. února 2018    | Nejlepší herec v hlavní roli         | Daniel Day-Lewis                 | nominace  |
| Satellite Awards                                  | 10. února 2018    | Nejlepší výprava                     | Mark Tildesley                   | nominace  |
| Satellite Awards                                  | 10. února 2018    | Nejlepší kostýmy                     | Mark Bridges                     | vítězství |
| Seattle Film Critics Society                      | 18. prosince 2017 | Film roku 2017                       | Nit z přízraků                   | nominace  |
| Seattle Film Critics Society                      | 18. prosince 2017 | Nejlepší herec v hlavní roli         | Daniel Day-Lewis                 | vítězství |
| Seattle Film Critics Society                      | 18. prosince 2017 | Nejlepší herečka ve vedlejší roli    | Lesley Manville                  | nominace  |
| Seattle Film Critics Society                      | 18. prosince 2017 | Nejlepší kostýmy                     | Mark Bridges                     | vítězství |
| Seattle Film Critics Society                      | 18. prosince 2017 | Nejlepší původní hudba               | Jonny Greenwood                  | vítězství |
| Seattle Film Critics Society                      | 18. prosince 2017 | Nejlepší výprava                     | Mark Tildesley, Véronique Melery | nominace  |
| St. Louis Film Critics Association                | 17. prosince 2017 | Nejlepší herec v hlavní roli         | Daniel Day-Lewis                 | nominace  |
| St. Louis Film Critics Association                | 17. prosince 2017 | Nejlepší výprava                     | Mark Tildesley                   | nominace  |
| St. Louis Film Critics Association                | 17. prosince 2017 | Nejlepší původní hudba               | Jonny Greenwood                  | vítězství |
| Toronto Film Critics Association                  | 10. prosince 2017 | Nejlepší herec v hlavní roli         | Daniel Day-Lewis                 | vítězství |
| Vancouver Film Critics Circle                     | 18. prosince 2017 | Nejlepší film                        | Nit z přízraků                   | nominace  |
| Vancouver Film Critics Circle                     | 18. prosince 2017 | Nejlepší režie                       | Paul Thomas Anderson             | vítězství |
| Vancouver Film Critics Circle                     | 18. prosince 2017 | Nejlepší herec v hlavní roli         | Daniel Day-Lewis                 | vítězství |
| Vancouver Film Critics Circle                     | 18. prosince 2017 | Nejlepší herečka ve vedlejší roli    | Lesley Manville                  | nominace  |
| Washington D.C. Area Film Critics Association     | 8. prosince 2017  | Nejlepší herec v hlavní roli         | Daniel Day-Lewis                 | nominace  |
| Zlatý glóbus                                      | 7. ledna 2018     | Nejlepší herec v hlavní roli (drama) | Daniel Day-Lewis                 | nominace  |
| Zlatý glóbus                                      | 7. ledna 2018     | Nejlepší původní hudba               | Jonny Greenwood                  | nominace  |